# 더마트로프

더마트로프

더마트로프 (tuumatrope)는 원반에 양쪽에 다른 그림을 그려 놓고, 반을 빨리 돌리면 두 그림이 겹쳐 한 그림처럼 보이는 것을 말한다.